# Тодд, Марк Джеймс
Сэр Марк Джеймс Тодд (англ. Mark James Todd; род. 1 марта 1956 года в Кеймбридже, Новая Зеландия) — новозеландский спортсмен-конник, двукратный олимпийский чемпион. Признан Международной федерацией конного спорта лучшим конником XX века. Специализируется в троеборье. Рыцарь-компаньон новозеландского ордена Заслуг (KNZM), командор ордена Британской империи (CBE).
С детства мечтал стать наездником, начал заниматься конным спортом в детском пони-клубе. Серьёзная спортивная карьера Тодда началась в 1980 году, когда он, переехав в Англию, выиграл престижный Бадминтонский турнир по конному троеборью (в дальнейшем он побеждал там ещё дважды).

## Марк Тодд на Олимпиадах

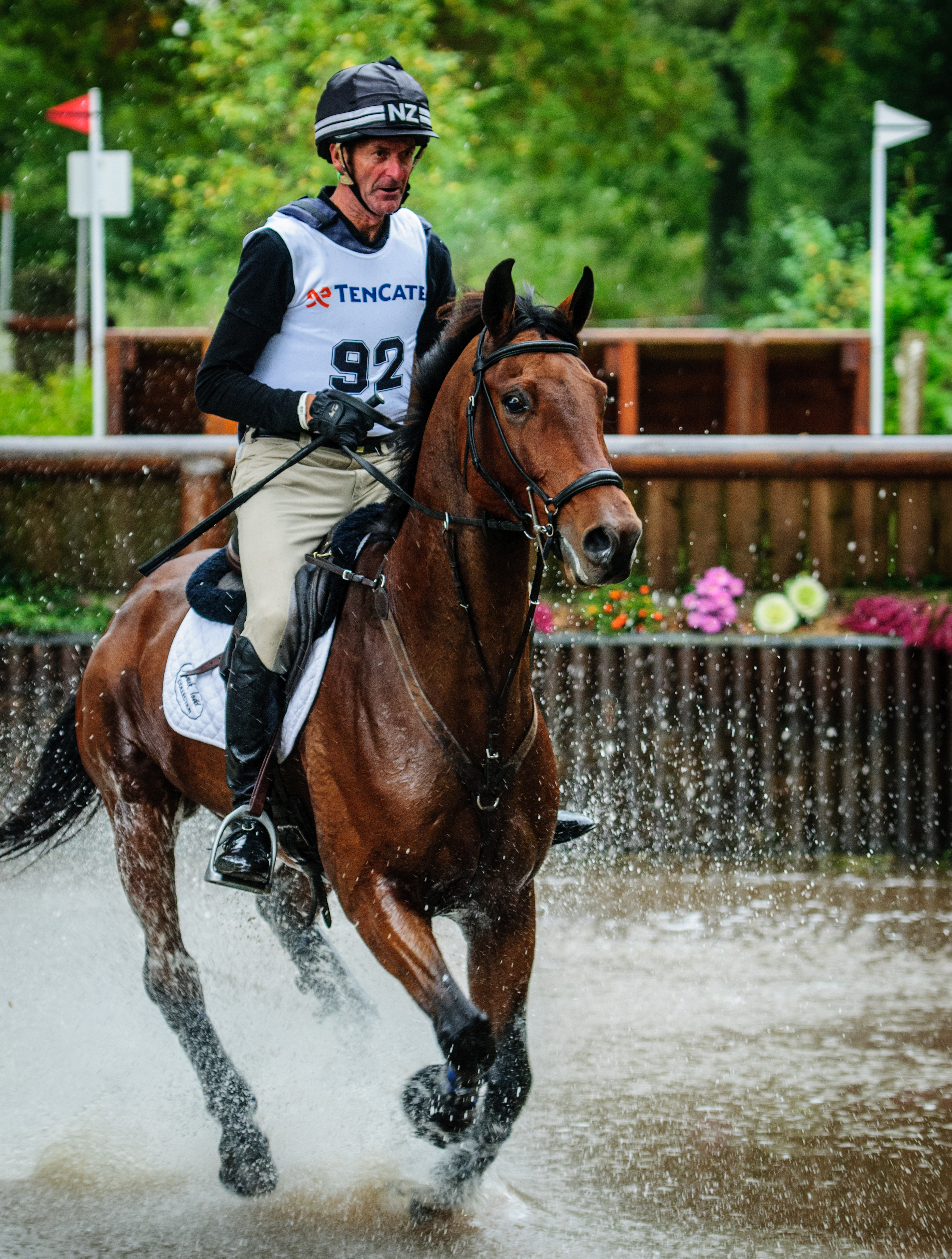
2013 год

Триумфом Тодда стали Олимпийские игры в Лос-Анджелесе (1984) и в Сеуле (1988), где он дважды подряд стал чемпионом по троеборью в личном зачёте (а в 1988 году добавил к этому ещё и бронзовую медаль в составе команды Новой Зеландии). Кроме Тодда лишь голландцу Шарлю Паю де Мортанжу в 1928 и 1932 и немцу Михаэлю Юнгу в 2012 и 2016 годах удалось дважды выиграть личное троеборье на Олимпиаде.
Олимпиада в Барселоне, на которой Тодд был знаменосцем сборной Новой Зеландии, принесла ему серебряную медаль в командном зачёте, а в 2000 году в Сиднее Марк завоевал бронзу в личном зачёте троеборья, после чего заявил об уходе из большого спорта. На Олимпийских играх 1988 и 1992 годов выступал также в конкуре, но не добился в нём успехов.
Кроме того, в составе новозеландской сборной Тодд выиграл чемпионаты мира по конному спорту в 1990 и 1998 гг. и многие другие состязания.
После ухода из большого спорта Тодд поселился на своей ферме Ривермонт, где занимается, в частности, разведением лошадей. В 2004 году на Олимпиаде в Афинах Тодд был одним из тренеров новозеландской сборной по троеборью.

### Возвращение в 2008 году
В 2008 году накануне Олимпиады в Пекине 52-летний Тодд объявил о своём возвращении в большой спорт и сумел отобраться для участия в 5-й для себя Олимпиаде. Выступление в Пекине стало не самым удачным для прославленного спортсмена — в личном зачёте троеборья Тодд на Гендальфе остался лишь 17-м, а в командном зачёте новозеландцы (среди которых лучшим был Тодд) заняли 5-е место.
В 2012 году в Лондоне выиграл свою шестую олимпийскую награду спустя 28 лет после первой, став третьим в составе сборной Новой Зеландии в командном первенстве. На Олимпийских играх 2016 года в Рио-де-Жанейро 60-летний Тодд на Леонидасе II был близок к своей седьмой олимпийской медали. В личном первенстве он стал седьмым, а в командном троеборье сборная Новой Зеландии занимала второе место перед конкуром, но именно 16 штрафных очков Тодда, который выступал последним, отбросили новозеландцев на 4-е место (если бы Тодд получил восемь штрафных баллов, то новозеландцы стали бы вторыми). После соревнований Тодд оценил своё выступление как одно из самых больших разочарований в карьере.
В июле 2019 года объявил о завершении карьеры.

### Результаты на Олимпийских играх
| Дисциплина          | 1984 | 1988   | 1992   | 1996 | 2000 | 2004 | 2008 | 2012 | 2016 |
| ------------------- | ---- | ------ | ------ | ---- | ---- | ---- | ---- | ---- | ---- |
| Личное троеборье    | 1    | 1      | DNF    | —    | 3    | —    | 17   | 12   | 7    |
| Командное троеборье | 6    | 3      | 2      | —    | 8    | —    | 5    | 3    | 4    |
| Личный конкур       | —    | предв. | предв. | —    | —    | —    | —    | —    | —    |
| Командный конкур    | —    | 12     | 15     | —    | —    | —    | —    | —    | —    |